# Helius (Idiohelius) mirificus
Helius (Idiohelius) mirificus is een tweevleugelige uit de familie steltmuggen (Limoniidae). De soort komt voor in het Australaziatisch gebied.